# Kurk Lietuvai

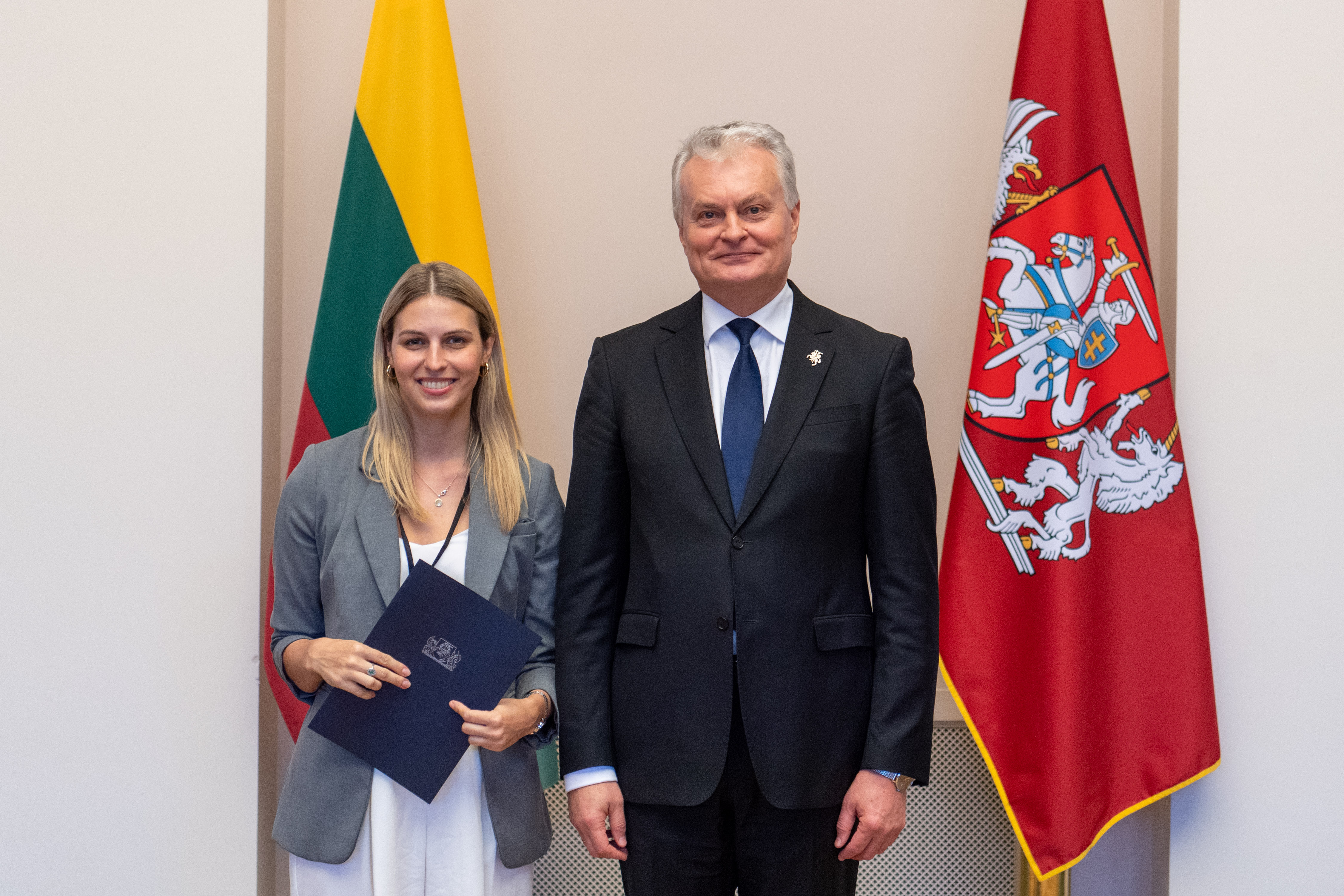
Uczestnik programu „Create Lithuania” z prezydentem Litwy Gitanasem Nausėdą (2023)

Kurk Lietuvai lub KurkLT (w języku angielskim: „Create Lithuania”) to rządowy program stworzony w celu promowania innowacji i najlepszych praktyk w litewskim sektorze publicznym.
Wielu litewskich polityków chwaliło go za skuteczność i wyniki. Raporty ONZ i UNESCO uznały Create Lithuania za dobry przykład do naśladowania dla innych krajów.
Każdego roku program wybiera około 20 uczestników na roczne umowy o pracę, które rozpoczynają się we wrześniu. W przeszłości projekty „Create Lithuania” i ich wyniki były prezentowane litewskim ministrom, premierowi, prezydentom, kanclerzowi rządu i różnym szefom instytucji rządowych.